# Сычков, Терентий Ефремович
Терентий Ефремович Сычков (06.01.1922 — 21.12.2000) — командир роты 91-го инженерного батальона, старший лейтенант. Герой Советского Союза.

## Биография
Родился 6 января 1922 года в деревне Хутор ныне Быховского района Могилёвской области. Белорус. Окончил 10 классов.
В Красной Армии с 1940 года. Окончил Борисовское военно-инженерное училище в 1942 году. На фронте в Великую Отечественную войну с 1942 года. Воевал на Северо-Кавказском, Воронежском, 1-м и 2-м Украинских, 1-м и 2-м Белорусских фронтах. Член ВКП(б)/КПСС с 1944 года.
К вечеру 23 сентября 1943 года части 34-й стрелковой дивизии, в подчинении которой находилась и 2-я сапёрная рота 91-го инженерного батальона под командованием старшего лейтенанта Сычкова, овладели последним опорным пунктом противника на левом берегу Днепра — селом Лепляво — и вышли к реке. Соблюдая световую и звуковую маскировку в ночь 25 сентября рота начала форсирование Днепра у села Студенец. На середине реки штурмовая группа была обнаружена противником и подверглась сильному ружейно-пулемётному, а затем и артиллерийскому обстрелу. Высадив первую группу стрелков, сапёры вернулись за следующей.
Всего за первые сутки рота старшего лейтенанта Сычкова на десантных лодках переправила на правый берег реки Днепр 802 бойца, а за весь период переправы свыше восьми тысяч человек, 398 тонн боеприпасов, 216 тонн продовольствия, около 6 тысяч мин, 82 орудия, 164 повозки с грузом, 8 миномётов, вывезено на левый берег Днепра 430 раненых.
Указом Президиума Верховного Совета СССР от 3 июня 1944 года за мужество, отвагу и героизм старшему лейтенанту Сычкову Терентию Ефремовичу присвоено звание Героя Советского Союза с вручением ордена Ленина и медали «Золотая Звезда».
В 1952 году окончил Военную академию имени М. В. Фрунзе. С 1972 года полковник Т. Е. Сычков — в запасе. Жил в городе Житомир. Работал инженером в Житомирском межколхозстрое. Умер 21 декабря 2000 года. Похоронен в Житомире.
Награждён орденами Ленина, Отечественной войны 1-й и 2-й степеней, Трудового Красного Знамени, Красной Звезды, медалью «За отвагу», другими медалями.
Кавалер ордена «За заслуги» ІІІ степени (1998).